# دونالد جاي هوفمان
دونالد جاي هوفمان (بالإنجليزية: Donald J. Hoffman)‏ هو ضابط أمريكي، ولد في 24 أبريل 1952م.